# مستر شات
یک مستر شات یا نمای مستر، یک فیلم‌برداری از تمام یک صحنه ی پرداخته شده‌است، که از آغاز تا پایان زاویه را در برمیگیرد؛ در این نما تمام بازیگران حاضر در صحنه در کادر دوربین حضور دارند. این نما معمولاً یک نمای لانگ (نمای دور) است و می‌تواند به عنوان یک نمای معرف نیز عمل کند. معمولاً این نما در اولین فیلم‌برداری برداشت می‌شود-پایهٔ آنچه به آن پوشش دوربین می‌گویند-